# 103422 Laurisirén
103422 Laurisirén è un asteroide della fascia principale. Scoperto nel 2000, presenta un'orbita caratterizzata da un semiasse maggiore pari a 2,3567828 UA e da un'eccentricità di 0,0688037, inclinata di 7,24117° rispetto all'eclittica.
L'asteroide è dedicato all'astronomo finlandese Lauri Sirén.